# Biosynthese (Psychotherapie)
Die Biosynthese ist eine Form der Körperpsychotherapie, deren Schwerpunkt auf der Behandlung von frühen psychischen Störungen liegt. Sie wurde in den 1980er-Jahren von David Boadella entwickelt und basiert auf der Vegetotherapie von Wilhelm Reich. Darüber hinaus hat sie ihre Wurzeln in der psychophysiologischen Synthese von Pierre Janet, der britischen Objekt-Beziehungsschule von John Bowlby und im psychodynamischen prä- und perinatalen Ansatz von Otto Rank, Francis Mott und Frank Lake.
Die Bezeichnung Biosynthese steht dabei für eine Verbindung von drei wesentlichen Bereichen des Menschen: die somatische Existenz, die psychische Erfahrung und die innere Essenz. Ziel der Biosynthese ist eine innere Balance zwischen Körper und Psyche, wodurch mehr innere Ruhe und Kraft entstehen soll.

## Die 9 Themenfelder
Die Biosynthese lässt sich auf 9 Hauptthemenbereiche herunterbrechen: 
- Erden: Entfaltung angemessener Selbstbehauptung und effizienter Strategien zur Lebensbewältigung
- Zentrieren: Für eine ausgeglichene Atmung, emotionale Balance und persönliche Identität
- Laden: Für persönliche Energie, Vitalität und Kreativität
- Begrenzen: Für das Erkennen von eigenen und fremden Grenzen
- Verbinden: Für den Kontakt mit Hilfe verbaler und nonverbaler Kommunikation
- Klingen: Für die empathische Kommunikation für sich selbst und andere
- Anschauen: Für innere und äußere Orientierung, und um heilsame Ressourcen zu finden
- Achten: Mithilfe von Achtsamkeit die eigene soziale und ökologische Verankerung in der Welt zu begreifen
- Formen: Das Finden und Entwickeln von persönlichen Kompetenzen[4]